# Álvaro Hernán Prada
Álvaro Hernán Prada Artunduaga (Bogotá; 4 de junio de 1972) es un abogado y político colombiano y actual presidente del Consejo Nacional Electoral (CNE) de Colombia desde el 4 de diciembre de 2024. En las elecciones legislativas de 2014 fue elegido Representante a la Cámara por Huila con el aval del Centro Democrático, en este cargo se posesionó el 20 de julio de 2014. Actualmente es investigado por la Corte Suprema de Justicia por presunto ofrecimiento de prebendas o beneficios en el caso de que se le sigue al expresidente Álvaro Uribe por manipulación de testigos y fraude procesal.

## Biografía
Prada Artunduaga es hijo de Álvaro Prada y Lucy Artunduaga, quien fue esposa de Jorge Géchem Turbay y se separó tras el secuestro. Está casado con Carolina Mejía y es padre de dos hijos, María e Isaías. Es abogado de la Universidad de la Sabana, con especialización en gobierno y gestión pública de la Universidad Externado y en políticas públicas y administrativas de Columbia Univesity. Diplomado en administración de empresas en Oxford Business College. Posee estudios en derecho constitucional y parlamentario del Externado de Colombia; así como diplomados en gestión pública de la Universidad Nacional, contratación pública del Externado de Colombia y en MECI de la ESAP. Fue secretario de Gobierno del gobernador Luis Jorge Sánchez, secretario privado del Súperintendente de sociedades Luis Guillermo Vélez
Fue candidato a la Alcaldía de Neiva en el 2003. Asesor político del candidato Horacio Serpa en dos campañas presidenciales. Director Nacional de Registro Civil en el año 2004 y principios del 2005 cuando se retiró para aspirar al Congreso de la República. Director de Control Interno y Secretario General del IDEAM.